# Șevcenka, Vasîlivka
Șevcenka (în ucraineană Шевченка) este un sat în comuna Skelkî din raionul Vasîlivka, regiunea Zaporijjea, Ucraina.

## Demografie
Componența lingvistică a localității Șevcenka
     Ucraineană (89,66%)
     Rusă (6,9%)
     Romani (1,97%)
     Alte limbi (0,25%)
Conform recensământului din 2001, majoritatea populației localității Șevcenka era vorbitoare de ucraineană (89,66%), existând în minoritate și vorbitori de rusă (6,9%) și romani (1,97%).